# Eching am Ammersee
Eching am Ammersee là một đô thị thuộc huyện Landsberg trong bang Bayern của nước Đức.